# Kingia australis

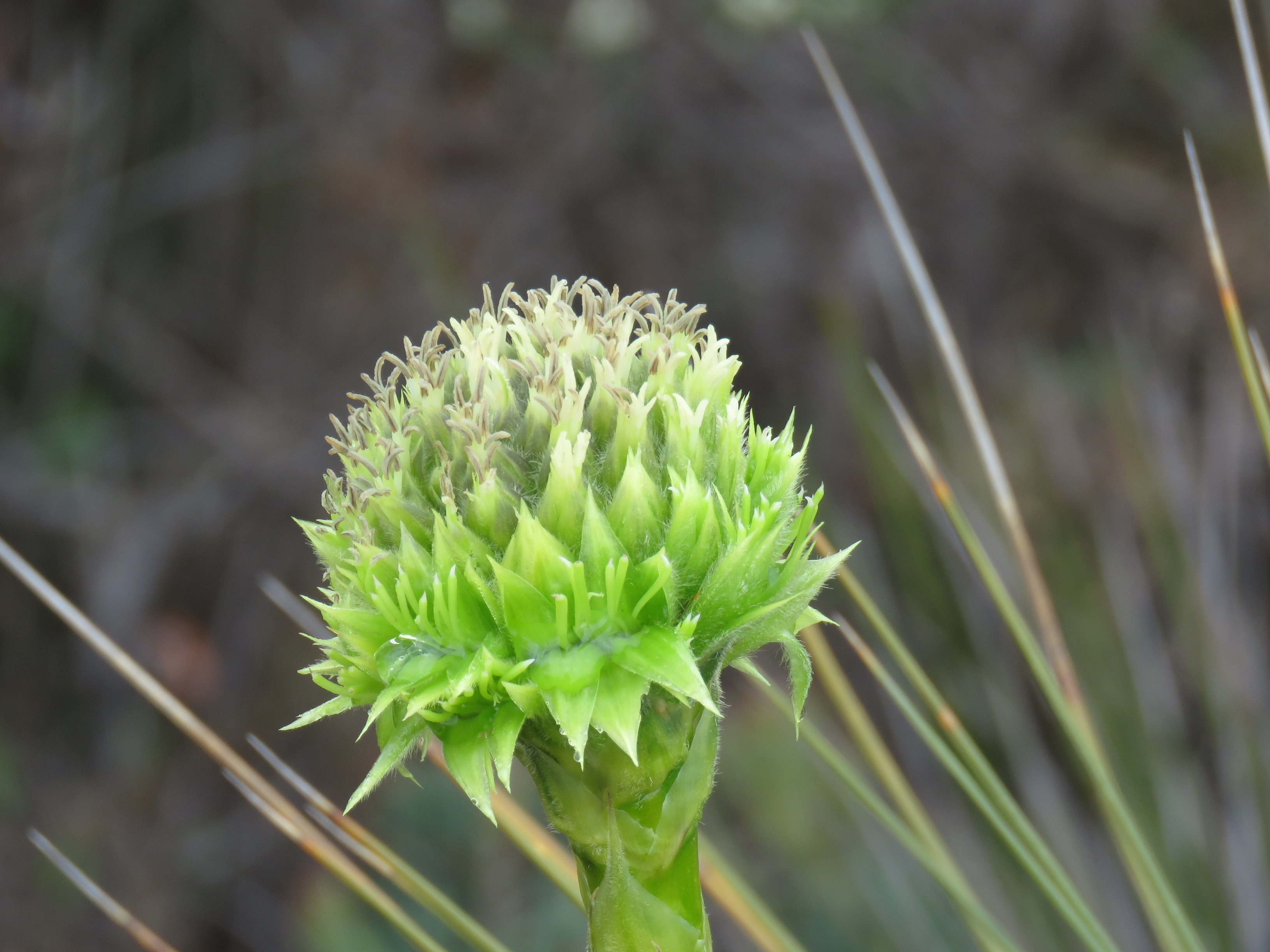
Nakvétající květenství

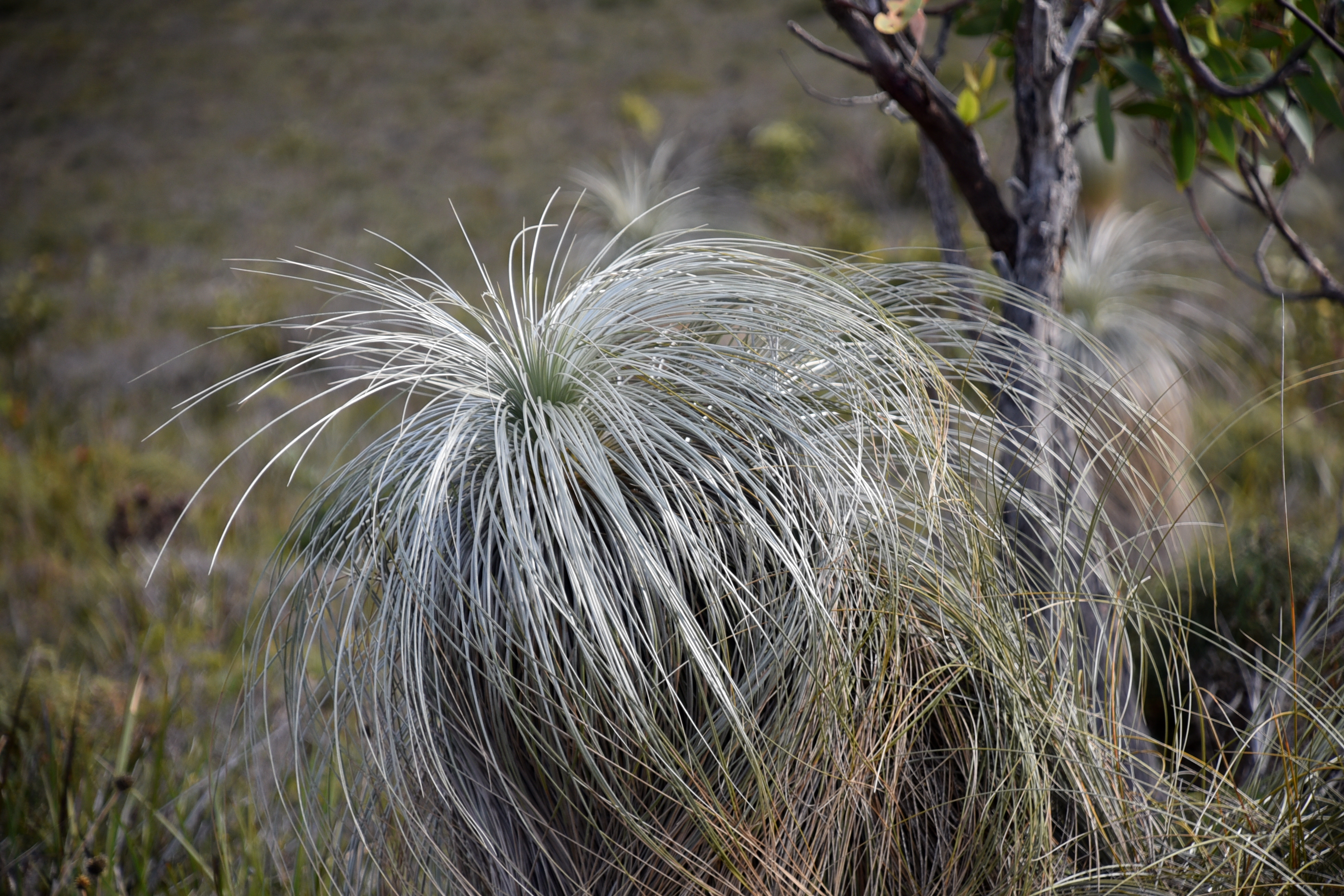
Mladé listy

Kingia australis je stálezelená teplomilná rostlina vyskytující se v subtropickém klimatu, která nejčastěji mívá tvar stromu. Tato pomalu rostoucí, vzrostné trávě podobná rostlina roste v jižní části Západní Austrálie, vyskytuje se v oblastech u indickooceánského pobřeží. Je australský endemit a jediný druh monotypického rodu Kingia. Rodové jméno dostala na počest Philipa Kinga, zakladatele první evropské osady na australském ostrově Norfolk a guvernéra Nového Jižního Walesu. Druhové jméno australis znamená latinsky jižní.

## Ekologie
Roste v klimatu teplem i vláhou podobném středomořskému. Vyskytuje se v různých biotopech, v křovištní vegetaci středozemního typu, v blahovičníkových světlých lesích, na odvodněném lateritu, ve vlhkém písku, sezonně podmáčených bažinatých křovinách, stejně jako na písčitých vřesovištích nebo skalnatých stanovištích. Rostliny nepravidelně kvetou drobnými zelenožlutými až hnědými květy v tamní zimě a brzy na jaře, obvykle v červenci a srpnu. Plody dozrávají po opylení skoro až za rok. Nekvetou každoročně, často jsou ke kvetení stimulováné letním požárem okolních travin.
Je dlouhověká jednoděložná bylina, jenž ročně přirůstá nejvýše 2 cm, nejsou ale zvláštností exempláře vysoké 6 m a staré 400 let. Uhlíkovým datováním bylo zjištěno, že některé rostliny jsou staré 750 až 900 let, čili jsou starší většiny lesních stromů.

## Popis
Rostlina nemá typický dřevěný kmen, kambiální válec vyvíjející se při druhotném tloustnutí, ale pouze tzv. pseudostonek, někdy také označovaný za pseudokmen. Bývá tlustý až 40 cm, nemá letokruhy, je tvořen starým bázemi opadaných listů a na vzrostném vrcholu má shluk nových štíhlých listů. Pseudostonek je obvykle přímý a nevětvený, ale může se rozvětvit, pokud má poškozenou špičku.
Listy bez palistů vyrůstají ve spirále z volných pochev, jsou silně stěsnané, na vrcholu jsou nahloučené a vytvářejí růžici. Celistvé čepele mohou být až 90 cm dlouhé, jsou úzce podlouhlé, postupně svěšené, tenké, pružné a ke svému vrcholu se postupně zužují. Mají paralelní žilnatinu typickou jednoděložným rostlinám, jsou porostlé chlupy a obsahují zrna oxidu křemičitého. Když odumřou, visí dolů z horní části a postupně opadávají. Nové listy přirůstají po celý rok, nejvíce na jaře a nejméně v létě.
Rostlina trvale produkuje také vzdušné kořeny, tlusté 2,5 až 5 mm, které vyrůstají z bází nových listů a středem pseudostonku splývají do půdy. Pouze u ohněm zjizvených bází listů jsou běžně pozorovatelné, případně i vystupují ven z pseudostonku.
Na jaře raší nazelenalé či nahnědlé oboupohlavné květy z vrcholu a vytvářejí kulatá květenství čnící vzhůru nad rostlinou. Květy jsou sice drobné, ale je jich velké množství a vytvářejí nápadná květenství na vzpřímených pevných stopkách vyrůstajících z paždí vrcholových listů. Květenství mívá až stovku téměř přisedlých květů se širokým hedvábně chlupatým listenem a dvěma kýlnatými listenci. Květ má tři lístky kališní i tři korunní, někdy považovaných za šest okvětních ve dvou přeslenech, které jsou bílé, krémové, žluté či nahnědlé. V květu je šest tyčinek s prašníky ve dvou kruzích, původně šest plodolistů, horní semeník a pestík se čnělkou nesoucí třílaločnou bliznu. Opylené květy dozrávají bezmála až po roce. Plod je nepukající tobolka s jedním semenem, někdy je také nazýván oříšek.

## Rozšiřování
Rostlina se může šířit semeny, která klíčí bez předběžných úprav. Růst semenáčů je však velmi pomalý, bývají vhodné k prodeji v kontejnerech za tři až čtyři roky. Přesazení starších rostlin do zahrad je obtížné, pro zvýšení šance na úspěch je nutno rostlinám zajistit dobře odvodněné stanoviště a nenechat během přesazování vyschnou kořenový bal.

## Ohrožení
Populační trend tohoto endemitu pobřežních oblastí jihozápadní Austrálie je stabilní. Má rozsáhlé rozšíření, vyskytuje se roztroučeně na ploše asi 360 km². Organizací IUCN je proto Kingia australis považována za málo dotčený taxon (LC)